# Joan Pluma i Vilanova
Joan Pluma i Vilanova (Girona, 10 d'octubre del 1964) és llicenciat en història. Ha estat director general d'Arxius, Biblioteques, Museus i Patrimoni del Departament de Cultura de la Generalitat de Catalunya fins al 19 de gener de 2016.

## Biografia
Es va llicenciar en Història per la Universitat Autònoma de Barcelona i té un Màster en direcció d'empreses per la Universitat de Girona. Va ser membre de l'escoltisme de Minyons Escoltes i Guies de Catalunya a Girona. Es va afiliar a les JSC i al PSC. Entre 1986 i 1990 va formar part del Secretariat del Consell Nacional de la Joventut de Catalunya, i entre 1987 i 1989 fou el President del Consell Europeu de Consells Nacionals de Joventut CENYC. El 1991 es va convertir en el regidor de cultura de l'Ajuntament de Girona, on es va guanyar progressivament la confiança de Joaquim Nadal, llavors alcalde de la ciutat.
Durant la seva carrera professional ha ocupat d'altres càrrecs com la vicepresidència de la Diputació de Girona, regidor d'Urbanisme, tercer tinent d'alcalde i portaveu del PSC a l'Ajuntament de Girona.